# Feilbach (Blies)
Der Feilbach ist ein 9,8 km langer linker Zufluss der Blies im östlichen Saarland, der in Altstadt mündet. Die älteren Namensformen sind zahlreich und stellen sich zur Leitform Fulenbach. 1564 heißt der Bach im Oberlauf Höcherbach oder Feulenbach, im Unterlauf Watsackerbach. 1837 wird er Mutterbach genannt. Im Einzugsbereich des Baches liegen Kleinottweiler und Altstadt.

## Name
In den mittelalterlichen Texten tritt der Fluss als Vulenbach/Fulenbach in Erscheinung. Dem Namen liegt das althochdeutsche Wort fūl für 'faul' zu Grunde, wobei in diesem Fall das -ū- in der Neuzeit zu -ei- entrundet wurde.

## Geographie

### Verlauf
Der Feilbach entspringt am Höcherberg nordöstlich von Frankenholz unterhalb der Straße von Frankenholz nach Höchen in der Gemarkung von Höchen auf ca. 420 m ü. NHN. Er verläuft mit anfänglich starkem Gefälle in südlicher Richtung, bevor er bei Altstadt von links kommend in die Blies mündet. Der Quellbereich liegt in den Kuseler Schichten des Unterrotliegend. Östlich von Oberbexbach schneidet der Bach mehrfach ein kleines Vorkommen magmatischer Ergussgesteine an, Olivin-Andesite, so genannten Melaphyr, die vulkanischen Ursprungs sind. Im weiteren Verlauf tritt er in die Schichten des mittleren Buntsandstein ein, der vielfach an den Talhängen ansteht.
Das wasserreiche und tief eingeschnittene Tal dient seit alter Zeit als Gemarkungsgrenze, so scheidet er nacheinander Oberbexbach von Höchen, Jägersburg und Kleinottweiler, und somit auch die beiden Städte Bexbach und Homburg. Der Feilbach hat viele kleine, gutes Wasser führende Zuläufe. An seinem Lauf lagen in älterer Zeit die längst vergangenen Wüstungen Fulenbacherhof und Wadsackerhof, ebenso mehrere zwischenzeitlich trockengelegte Weiher und die beiden zwischenzeitlich stillgelegten Mühlen Hochwiesmühle und Woogsackermühle.

### Zuflüsse
Reihenfolge von der Quelle zur Mündung. Längenangaben durch Eigenmessung auf dem Geoportal Saarland.
- Buchwaldbach (links), 0,3 km
- Ackerbächlein (rechts), 0,1 km
- Höcherbach (rechts), 0,2 km
- Websweiler Bach (links), 0,8 km
- Bexbacher Mutterbach (rechts),  1,2 km
- Hochwiesenbach (rechts), 1,0 km
- Schwalerbruchbach (rechts), 0,5 km
- Schwarzenbachgraben (links), 0,3 km
- Speckengraben (links), 0,4 km
- Wooggraben (rechts), 0,2 km

## Nutzungsgeschichte
Im Jahr 1564 beschreibt der Geograph Tilemann Stella in seiner Beschreibung und Karte der Ämter Zweibrücken und Kirkel den Bach wie folgt:

„Die haubtbach inn dem 21. hauptgrundt wirdt genannt die Höcher bach oder die Feulenbach. Sie erhebt sich inn dem Feulenborn unnd fleust neben Adweiler hinunter durch etliche wäge. Unnden wirdt sie die Watsacker bach genannt unnd fellt hart uber der Limpacher brucken inn die Blise, ein theill fellt auch durch den Gickersgraben inn dieselbige Blise. Diese bach hatt inn ihrer lengden bey 7200 schrit, das macht 1 3/4 meiln unnd 200 schritt.“

Weiterhin erfasst Stella im Einzugsgebiet des Bachs zwölf Weiher und fünf kleine Zuflüsse. Die Hartsteine des bei Oberbexbach angeschnittenen Andesitvorkommens wurden in der Vergangenheit in einem kleinen Steinbruch abgebaut, der heute noch zu sehen ist. Ein in den mittleren Buntsandstein vorgetriebener Steinbruch dient als Veranstaltungsgelände.